# Arichanna hummeli
Arichanna hummeli är en fjärilsart som beskrevs av Alexander Michailovitsch Djakonov. Arichanna hummeli ingår i släktet Arichanna och familjen mätare. Inga underarter finns listade i Catalogue of Life.